# Калера (Оклахома)
Калера (англ. Calera) — місто (англ. town) в США, в окрузі Браян штату Оклахома. Населення — 2916 осіб (2020).

## Географія
Калера розташована за координатами 33°55′53″ пн. ш. 96°25′48″ зх. д. / 33.93139° пн. ш. 96.43000° зх. д. (33.931379, -96.429980).  За даними Бюро перепису населення США в 2010 році місто мало площу 12,69 км², з яких 12,49 км² — суходіл та 0,20 км² — водойми.

## Демографія
Згідно з переписом 2010 року, у місті мешкали 2164 особи в 831 домогосподарстві у складі 583 родин. Густота населення становила 171 особа/км².  Було 928 помешкань (73/км²).
Расовий склад населення:
| - 71,1 % — білих - 16,5 % — корінних американців - 0,7 % — азіатів - 0,4 % — чорних або афроамериканців - 0,1 % — вихідців з тихоокеанських островів - 1,3 % — осіб інших рас |

До двох чи більше рас належало 9,8 %. Частка іспаномовних становила 4,3 % від усіх жителів.
За віковим діапазоном населення розподілялося таким чином: 27,2 % — особи молодші 18 років, 59,5 % — особи у віці 18—64 років, 13,3 % — особи у віці 65 років та старші. Медіана віку мешканця становила 33,8 року. На 100 осіб жіночої статі у місті припадало 91,0 чоловіків;  на 100 жінок у віці від 18 років та старших — 84,8 чоловіків також старших 18 років.
Середній дохід на одне домашнє господарство  становив 51 230 доларів США (медіана — 41 741), а середній дохід на одну сім'ю — 60 183 долари (медіана — 47 330). Медіана доходів становила 30 347 доларів для чоловіків та 28 375 доларів для жінок. За межею бідності перебувало 13,2 % осіб, у тому числі 14,3 % дітей у віці до 18 років та 11,1 % осіб у віці 65 років та старших.
Цивільне працевлаштоване населення становило 1248 осіб. Основні галузі зайнятості: освіта, охорона здоров'я та соціальна допомога — 19,9 %, мистецтво, розваги та відпочинок — 18,4 %, роздрібна торгівля — 14,4 %, публічна адміністрація — 11,3 %.